# Det brenner i natt!
Det brenner i natt! è un film del 1955, diretto da Arne Skouen. Il film è stato in concorso al Festival di Cannes 1955. 

## Trama
Nella redazione di un quotidiano la giovane Erne ed il suo fidanzato Tollef Lie, da poco assunto al giornale, rileggono un articolo riguardante alcuni piccoli incendi sviluppatisi negli ultimi tempi in città e probabili opere di un piromane, quando arriva, in grande ritardo, come suo solito, il correttore di bozze, Tim. Egli è un uomo sulla quarantina, dall'aspetto dimesso e dal comportamento insolito, ma è molto amato dai colleghi. Quando tutti i dipendenti hanno lasciato gli uffici Tim, rimasto solo, esce per ultimo e, sulla strada, appicca il fuoco allo zerbino di fronte ad una casa.
Il giorno dopo il direttore del giornale, Ragnar, amico d'infanzia col quale Tim è cresciuto quando, già orfano di padre, era stato abbandonato dalla madre all'età di 10 anni, parla con il correttore di bozze della sua mania, della quale è l'unico ad essere a conoscenza, e gli consiglia di resistere nell'attesa di una soluzione, alla quale tuttavia Tim, scoraggiato e depresso, non crede più. Più avanti nella giornata Tim assiste ad una conferenza dell'assistente sociale Margaret Vik, con a tema appunto la piromania, nella quale asserisce che qualche carenza affettiva, magari risalente all'infanzia, starebbe all'origine di tale sindrome.
Tim e Margaret cominciano a frequentarsi: l'uomo dà segni di miglioramento, convinto che Margaret lo ami, mentre alla fine appare che la donna, pur con buone intenzioni, aveva stretto una relazione con lui, al quale la legava peraltro un affetto sincero, solo per motivi professionali, nel tentativo di sottoporlo alle cure di uno psichiatra. Quando Tim si rende conto dello stato delle cose è affranto, e l'altalenante rapporto con Margaret ha fine con la partenza di lei, che pure aveva tentato, con l'appoggio di Ragnar, e, forse, col suo coinvolgimento sentimentale, di venirgli in aiuto.
Tollef Lie intanto, sospettoso nei confronti di Tim, comincia a seguirlo, ed una notte riesce a scattargli una foto mentre Tim sta provocando un incendio in un cimitero. In redazione, intanto, dove la foto con Tim non riscuote certo approvazione, si sta discutento sull'ultima importante notizia: un incendio di proporzioni maggiori, questa volta con due vittime, e non opera di Tim, è in corso in città.
Tim torna al giornale, e con Erne corregge le bozze di un articolo che descrive l'aspetto di colui che è sospettato di averlo appiccato: la descrizione si attaglia perfettamente a Tim, e quest'ultimo ammette, mentendo, la propria colpa di fronte all'incredula ed atterrita Erne. Tim torna a casa, e quando la polizia viene a trarlo in arresto, egli, dimesso ma in un certo senso anche sollevato, ha già preparato la valigia per il carcere. 

## Accoglienza
Det brenner i natt! è uno studio cinematografico di un piromane, che si occupa delle motivazioni e delle cause scatenanti della malattia, così come delle reazioni delle persone che hanno a che fare con il malato. Al centro del film sta la figura di Tim, che ha impressionato i critici del tempo per le prestazioni attoriali di Claes Gill. Il giorno dopo la prima del film si leggeva sull'Aftenposten: "Una figura come quella di Tim non era stata ancora mostrata nel cinema norvegese: potente nelle sue esplosioni di violenza, dolce e con tratti infantili nella sua gioia, entusiasmante nell'amore." Non sono mancati tuttavia critici che hanno rimproverato al regista Skouen una certa esagerazione nella rappresentazione della piromania.
All'interno dell'opera di Arne Skouen Det brenner i natt! fa parte di quei film che si occupano dei problemi sociali dell Norvegia del tempo. Il film può essere concepito non solo come studio psicologico di un piromane, ma anche come esempio della solitudine e mancanza di comunicazione di una moderna società mediatica. Il film può essere considerato il precursore di quella serie di tre film che Skouen ha girato negli anni '60, avendo come tematiche quella dei bambini disagiati e degli emarginati sociali: Om Tilla (1963), Vaktpostene (1965) e Reisen til havet (1966) .